# Championnat de Thaïlande de football 2021-2022
Navigation
2020-2021 2022-2023
La saison 2021-2022 de la Thai League 1 est la vingt-cinquième édition du championnat de Thaïlande de football et la quatrième sous l'appellation « Thai League 1 ». 
BG Pathum United est le tenant du titre.

## Compétition
Le championnat également appelé Hilux Revo Thai League pour des raisons de sponsoring devait commencer le 31 juillet mais à cause de la pandémie de Covid-19 il débute le 3 septembre 2021.
Le premier se qualifie pour la Ligue des champions 2023-2024 et le deuxième du classement final se qualifie pour les tours de qualification.

## Classement
| Rang | Équipe                        | Pts | J  | G  | N  | P  | Bp | Bc | Diff |
| ---- | ----------------------------- | --- | -- | -- | -- | -- | -- | -- | ---- |
| 1    | Buriram United C              | 62  | 30 | 19 | 5  | 6  | 48 | 19 | +29  |
| 2    | Bangkok Glass Football Club T | 60  | 30 | 17 | 9  | 4  | 52 | 27 | +25  |
| 3    | Bangkok United                | 53  | 30 | 15 | 8  | 7  | 53 | 30 | +23  |
| 4    | Muangthong United             | 49  | 30 | 13 | 10 | 7  | 46 | 35 | +11  |
| 5    | Chiangrai United              | 47  | 30 | 13 | 8  | 9  | 33 | 35 | -2   |
| 6    | Nongbua Pitchaya FC P         | 47  | 30 | 13 | 8  | 9  | 42 | 35 | +7   |
| 7    | Chonburi FC                   | 44  | 30 | 12 | 8  | 10 | 50 | 40 | +10  |
| 8    | Port FC                       | 39  | 30 | 11 | 6  | 13 | 41 | 37 | +4   |
| 9    | Nakhon Ratchasima FC          | 37  | 30 | 10 | 7  | 13 | 33 | 47 | -14  |
| 10   | Khon Kaen United FC P         | 37  | 30 | 10 | 7  | 13 | 30 | 43 | -13  |
| 11   | Police Tero Football Club     | 37  | 30 | 8  | 13 | 9  | 33 | 39 | -6   |
| 12   | Ratchaburi Mitr Phol          | 36  | 30 | 9  | 9  | 12 | 32 | 36 | -4   |
| 13   | PT Prachuap                   | 31  | 30 | 8  | 7  | 15 | 30 | 45 | -15  |
| 14   | Suphanburi FC                 | 30  | 30 | 8  | 6  | 16 | 35 | 49 | -14  |
| 15   | Samut Prakan City FC          | 28  | 30 | 6  | 10 | 14 | 29 | 42 | -13  |
| 16   | Chiangmai United FC P         | 19  | 30 | 4  | 7  | 19 | 28 | 56 | -28  |

|  | Qualification pour la Ligue des champions 2023-2024                                                 |
|  | Qualification pour la Ligue des champions 2023-2024, tour de qualification                          |
|  | Relégation en Thai League 2                                                                         |
|  | T : Tenant du titre C : Vainqueur de la Coupe de Thaïlande 2022 P : Club promu de deuxième division |

- En cas d'égalité de points, le critère de départage est le nombre de points en confrontations directes.
- En raison du changement de format de la Ligue des champions, seul le champion obtient une place en phase de poules, le vice-champion doit passer par les tours de qualification. La troisième place en Ligue des champions 2023-2024 sera donnée au champion de la saison 2022-2023.

## Bilan de la saison
| Championnat de Thaïlande de football 2021-2022 |                           |
| Champion                                       | Buriram United (8e titre) |
| Coupes et trophées                             |                           |
| Vainqueur de la Coupe de Thaïlande 2021-2022   | Buriram United            |
| Qualifications continentales                   |                           |
| Ligue des champions de l'AFC 2023-2024         | Buriram United            |
| Ligue des champions de l'AFC 2023-2024         | BG Pathum United          |
| Promotions et relégations                      |                           |
| Promus en Thaï League 1                        | Lamphun Warriors FC       |
| Promus en Thaï League 1                        | Sukhothai Football Club   |
| Promus en Thaï League 1                        | Lampang FC                |
| Relégués en Thaï League 2                      | Chiangmai United          |
| Relégués en Thaï League 2                      | Samut Prakan City FC      |
| Relégués en Thaï League 2                      | Suphanburi FC             |

## Parcours en coupes d'Asie

### Parcours continental des clubs
Le parcours des clubs sud-coréens en coupes d'Asie est important puisqu'il détermine le coefficient AFC, et donc le nombre de clubs sud-coréens présents en coupes d'Asie les années suivantes.
| Club                                                       | Compétition         | Résultat                                    | Ultime(s) adversaire(s) | Ultime(s) adversaire(s) | Ultime(s) adversaire(s) |
| ---------------------------------------------------------- | ------------------- | ------------------------------------------- | ----------------------- | ----------------------- | ----------------------- |
| BG Pathum United                                           | Ligue des champions | Qualifié aux huitièmes de finale (en cours) |                         |                         |                         |
| Chiangrai United (Vainqueur de la Coupe de Thaïlande 2021) | Ligue des champions | Éliminé en phase de groupe(Groupe J)        | Vissel Kobe             | Kitchee SC              | -                       |
| Buriram United                                             | Ligue des champions | Éliminé au barrage                          | Daegu FC                | Daegu FC                | Daegu FC                |
| Thai Port FC                                               | Ligue des champions | Éliminé au barrage                          | Ulsan Hyundai           | Ulsan Hyundai           | Ulsan Hyundai           |